# Matt Bianco
Matt Bianco ist eine 1982 im Vereinigten Königreich gegründete Pop-Musik-Gruppe, deren erste Besetzung aus den drei ehemaligen Blue-Rondo-à-la-Turk-Musikern Kito Poncioni (Bass), Mark Reilly (Gesang), Danny White (Keyboard) und der Sängerin Basia Trzetrzelewska bestand.

## Geschichte
Das erste Album Whose side are you on? war in Deutschland und Österreich sehr erfolgreich. Unterstützt wurden die Musiker auf diesem Album durch namhafte Jazz- und Studiomusiker wie z. B. Guy Barker (Flügelhorn), Ray Warleigh (Flöte), Ronnie Ross (Baritonsaxophon) und den Bruder des Keyboarders, Peter White, der seit 1975 in der Band von Al Stewart spielte. Ronnie Ross galt während eines Großteils der 1960er als bester Baritonsaxofonspieler Europas. Nach seinem frühen Tod widmete ihm die Band das Stück „Ronnie’s Samba“.
Poncioni verließ die Band kurz vor der Veröffentlichung der ersten Single, um in sein Heimatland Brasilien zurückzukehren. Trotzdem zeigt das Cover der Single „Get Out Of Your Lazy Bed“ die Band als Quartett und er wird als Co-Autor von „Half A Minute“ genannt.
Trotz des Erfolges verließen Basia und Danny White die Band, um Basias Solokarriere zu starten. Mark Reilly bat den ehemaligen Second-Image- und Wham!-Keyboarder Mark Fisher, der Band beizutreten, und zusammen schrieben und produzierten sie neun von Matt Biancos elf Alben. Mark Fisher verstarb am 12. Dezember 2016.
Im Jahre 2004 veröffentlichten jedoch White, Reilly und Trzetrzelewska, erneut vereint, das erfolgreiche Album Matt’s Mood und begaben sich 2005 auf Welttournee. Seit 2006 arbeiten sie jedoch wieder getrennt. Der Musikstil ist am besten mit New Jazz zu beschreiben, obwohl sie auch andere Genres spielten. Der Name der Gruppe ist frei erfunden und soll einen Spion darstellen.

## Diskografie
Ihr erster Hit war „Get Out of Your Lazy Bed“. Neben den tabellarisch dargestellten Chartplatzierungen war die Gruppe besonders in den niederländischen und belgischen/flämischen Charts erfolgreich.

### Studioalben
| Jahr | Titel                 | Höchstplatzierung, Gesamtwochen, AuszeichnungChartplatzierungen (Jahr, Titel, Platzierungen, Wochen, Auszeichnungen, Anmerkungen) | Höchstplatzierung, Gesamtwochen, AuszeichnungChartplatzierungen (Jahr, Titel, Platzierungen, Wochen, Auszeichnungen, Anmerkungen) | Höchstplatzierung, Gesamtwochen, AuszeichnungChartplatzierungen (Jahr, Titel, Platzierungen, Wochen, Auszeichnungen, Anmerkungen) | Höchstplatzierung, Gesamtwochen, AuszeichnungChartplatzierungen (Jahr, Titel, Platzierungen, Wochen, Auszeichnungen, Anmerkungen) | Anmerkungen                                                                          |
| Jahr | Titel                 | DE | AT | CH | UK | Anmerkungen                                                                          |
| ---- | --------------------- | --- | --- | --- | --- | ------------------------------------------------------------------------------------ |
| 1984 | Whose Side Are You On | DE3 Platin · (62 Wo.)DE | AT1 Platin · (42 Wo.)AT | CH12 (24 Wo.)CH | UK35 Gold · (39 Wo.)UK | Erstveröffentlichung: 10. August 1984 Mark Reilly, Danny White, Basia Trzetrzelewska |
| 1986 | Matt Bianco           | DE8 (21 Wo.)DE | AT1 (18 Wo.)AT | CH3 Gold · (15 Wo.)CH | UK26 Silber · (13 Wo.)UK | Mark Reilly, Mark Fisher                                                             |
| 1988 | Indigo                | DE35 (11 Wo.)DE | AT9 (10 Wo.)AT | CH16 (5 Wo.)CH | UK23 Gold · (13 Wo.)UK | Mark Reilly, Mark Fisher                                                             |
| 2004 | Matt’s Mood           | DE83 (3 Wo.)DE | — | — | — | Mark Reilly, Danny White, Basia Trzetrzelewska                                       |

Weitere Studioalben
- 1991: Samba in Your Casa (Mark Reilly, Mark Fisher)
- 1994: Another Time Another Place (Mark Reilly, Mark Fisher)
- 1995: Gran Via (Mark Reilly, Mark Fisher)
- 1998: World Go Round (Mark Reilly, Mark Fisher)
- 2000: Rico (Mark Reilly, Mark Fisher)
- 2002: Echoes (Mark Reilly, Mark Fisher)
- 2009: Hifi Bossanova (Mark Reilly, Mark Fisher)
- 2013: Hideaway (Mark Reilly, Mark Fisher)
- 2016: The Things You Love (Matt Bianco (Mark Reilly) meets New Cool Collective)
- 2017: Gravity
- 2020: High Anxiety (Matt Bianco & New Cool Collective)

### Kompilationen
| Jahr | Titel                   | Höchstplatzierung, Gesamtwochen, AuszeichnungChartplatzierungen (Jahr, Titel, Platzierungen, Wochen, Auszeichnungen, Anmerkungen) | Höchstplatzierung, Gesamtwochen, AuszeichnungChartplatzierungen (Jahr, Titel, Platzierungen, Wochen, Auszeichnungen, Anmerkungen) | Höchstplatzierung, Gesamtwochen, AuszeichnungChartplatzierungen (Jahr, Titel, Platzierungen, Wochen, Auszeichnungen, Anmerkungen) | Höchstplatzierung, Gesamtwochen, AuszeichnungChartplatzierungen (Jahr, Titel, Platzierungen, Wochen, Auszeichnungen, Anmerkungen) | Anmerkungen              |
| Jahr | Titel                   | DE | AT | CH | UK | Anmerkungen              |
| ---- | ----------------------- | --- | --- | --- | --- | ------------------------ |
| 1990 | The Best Of Matt Bianco | — | — | — | UK49 Silber · (2 Wo.)UK | Mark Reilly, Mark Fisher |

Weitere Kompilationen
- 1993: Yeah! Yeah!
- 1999: A/Collection
- 2004: Sunshine Day – Summer Best Collection
- 2009: Free Soul Drive with Matt Bianco
- 2010: Sunshine Days (The Official Greatest Hits)
- 2013: Platinum Best
- 2022: The Essential Matt Bianco: Re-Imagined, Re-Loved
- 2022: Remixes & Rarities

### Singles
| Jahr | Titel Album                                                   | Höchstplatzierung, Gesamtwochen, AuszeichnungChartplatzierungen (Jahr, Titel, Album, Platzierungen, Wochen, Auszeichnungen, Anmerkungen) | Höchstplatzierung, Gesamtwochen, AuszeichnungChartplatzierungen (Jahr, Titel, Album, Platzierungen, Wochen, Auszeichnungen, Anmerkungen) | Höchstplatzierung, Gesamtwochen, AuszeichnungChartplatzierungen (Jahr, Titel, Album, Platzierungen, Wochen, Auszeichnungen, Anmerkungen) | Höchstplatzierung, Gesamtwochen, AuszeichnungChartplatzierungen (Jahr, Titel, Album, Platzierungen, Wochen, Auszeichnungen, Anmerkungen) | Anmerkungen                             |
| Jahr | Titel Album                                                   | DE | AT | CH | UK | Anmerkungen                             |
| ---- | ------------------------------------------------------------- | --- | --- | --- | --- | --------------------------------------- |
| 1984 | Get Out of Your Lazy Bed Whose Side Are You On                | DE31 (8 Wo.)DE | — | CH14 (7 Wo.)CH | UK15 (9 Wo.)UK | Erstveröffentlichung: 11. Januar 1984   |
| 1984 | Sneaking Out the Backdoor / Matt’s Mood Whose Side Are You On | — | — | — | UK44 (7 Wo.)UK |                                         |
| 1984 | Whose Side Are You On? Whose Side Are You On                  | — | — | — | UK83 (5 Wo.)UK | Erstveröffentlichung: 10. August 1984   |
| 1984 | Half a Minute Whose Side Are You On                           | DE14 (19 Wo.)DE | — | — | UK23 (11 Wo.)UK | Erstveröffentlichung: 31. Oktober 1984  |
| 1985 | More Than I Can Bear Whose Side Are You On                    | DE20 (15 Wo.)DE | — | — | UK50 (7 Wo.)UK | Erstveröffentlichung: 3. Februar 1985   |
| 1985 | Yeh Yeh Matt Bianco                                           | DE7 (16 Wo.)DE | AT22 (6 Wo.)AT | CH10 (11 Wo.)CH | UK13 (10 Wo.)UK | Erstveröffentlichung: 1. September 1985 |
| 1986 | Just Can’t Stand It Matt Bianco                               | DE38 (9 Wo.)DE | — | CH14 (3 Wo.)CH | UK66 (4 Wo.)UK | Erstveröffentlichung: 17. Februar 1986  |
| 1986 | Dancing in the Street Matt Bianco                             | — | — | — | UK64 (6 Wo.)UK | Erstveröffentlichung: 19. Mai 1986      |
| 1988 | Don’t Blame It on That Girl / Wap-Bam-Boogie Indigo           | — | — | — | UK11 (13 Wo.)UK | Erstveröffentlichung: 14. Mai 1988      |
| 1988 | Good Times Indigo                                             | — | — | — | UK55 (3 Wo.)UK | Erstveröffentlichung: 23. August 1988   |
| 1989 | Nervous / Wap Bam Boogie Indigo                               | — | — | — | UK59 (2 Wo.)UK | Erstveröffentlichung: 25. Januar 1989   |
| 1989 | Wap Bam Boogie Indigo                                         | — | — | — | UK76 (5 Wo.)UK | Erstveröffentlichung: 10. Dezember 1989 |
| 1994 | Our Love Another Time Another Place                           | DE71 (11 Wo.)DE | — | — | — |                                         |

Weitere Singles
- 1991: Macumba
- 1991: What A Fool Believes
- 1995: Lost In You
- 2009: Hifi Bossanova
- 2009: Lost In You (Banana Republic Remixes)
- 2017: Joyride

## Auszeichnungen für Musikverkäufe
| Goldene Schallplatte - Frankreich - 1985: für das Album Whose Side Are You On - Japan - 1997: für das Album World Go Round Platin-Schallplatte - Spanien - 1988: für das Album Indigo |

Anmerkung: Auszeichnungen in Ländern aus den Charttabellen bzw. Chartboxen sind in ebendiesen zu finden.
| Land/RegionAuszeichnungen für Musikverkäufe (Land/Region, Auszeichnungen, Verkäufe, Quellen) | Silber     | Gold     | Platin     | Verkäufe | Quellen           |
| -------------------------------------------------------------------------------------------- | ---------- | -------- | ---------- | -------- | ----------------- |
| Deutschland (BVMI)                                                                           | —          | —        | Platin1    | 500.000  | musikindustrie.de |
| Frankreich (SNEP)                                                                            | —          | Gold1    | —          | 100.000  | infodisc.fr       |
| Japan (RIAJ)                                                                                 | —          | Gold1    | —          | 100.000  | riaj.or.jp        |
| Österreich (IFPI)                                                                            | —          | —        | Platin1    | 50.000   | Einzelnachweise   |
| Schweiz (IFPI)                                                                               | —          | Gold1    | —          | 25.000   | Einzelnachweise   |
| Spanien (Promusicae)                                                                         | —          | —        | Platin1    | 100.000  | mediafire.com     |
| Vereinigtes Königreich (BPI)                                                                 | 2× Silber2 | 2× Gold2 | —          | 320.000  | bpi.co.uk         |
| Insgesamt                                                                                    | 2× Silber2 | 5× Gold5 | 3× Platin3 |          |                   |